# Русско-Власовский
Ру́сско-Вла́совский — хутор в Морозовском районе Ростовской области.
Входит в состав Костино-Быстрянского сельского поселения.

## Население
| 2010 |
| ---- |
| 109  |

## Улицы
На хуторе имеется одна улица — Лесная.

## Известные уроженцы
- Котельников, Михаил Фёдорович (1923—1943) — советский военнослужащий, младший лейтенант, Герой Советского Союза.